# 河原田稼吉
河原田稼吉（かわらだ かきち，1886年1月13日—1955年1月22日），日本東京人，内務大臣、文部大臣、大阪府知事、眾議院議員。

## 生平
1909年，河原畢業於東京帝國大學政治科系，隨即進入內務省台灣課擔任基層官員。該課乃是台灣總督府之中央主管機關。1915年，轉入警務系統，擔任熊本、長崎警部長，1922年，入中央機關的保安課長。在此課長任內結識川村竹治，並成為麾下幕僚。直至1928年，川村擔任台灣總督時，亦命河原為總務長官。
1929年，河原離開該總務長官職位，繼續於日本政壇發展。1937年後，歷任內相，貴族院議員，文部大臣，擔任官選第29任大阪府知事。戰後，也曾當選過眾議員。
| 官衔                                             | 官衔                                             | 官衔              |
| ------------------------------------------------ | ------------------------------------------------ | ----------------- |
| 大阪府廳                                         |                                                  |                   |
| 前任： 三邊長治                                  | 知事 1943年7月1日－1944年8月1日                  | 繼任： 池田清     |
| 文部省                                           |                                                  |                   |
| 前任： 荒木貞夫                                  | 文部大臣 1939年8月30日－1940年1月16日            | 繼任： 松浦鎮次郎 |
| 內務省                                           |                                                  |                   |
| 前任： 潮惠之輔                                  | 内務大臣 1937年2月2日－1937年6月4日              | 繼任： 馬場鍈一   |
| 前任： 次田大三郎                                | 復興事務局長 1931年12月13日－1932年4月1日        | 繼任： 職位廢止   |
| 前任： 次田大三郎                                | 內務次官 1931年12月13日－1932年5月27日           | 繼任： 潮惠之輔   |
| 內閣                                             |                                                  |                   |
| 文政審議會委員 1932年3月3日－1932年7月1日        |                                                  |                   |
| 臺灣總督府                                       |                                                  |                   |
| 前任： 木下信                                    | 交通局總長（代理） 1928年7月21日－1928年12月26日 | 繼任： 丸茂藤平   |
| 前任： 後藤文夫                                  | 總務長官 1928年6月26日－1929年8月3日             | 繼任： 人見次郎   |
| 長崎縣廳                                         |                                                  |                   |
| 前任： 齋藤守圀                                  | 警察部長 1916年4月28日－1917年8月25日            | 繼任： 大海原重義 |
| 熊本縣廳                                         |                                                  |                   |
| 前任： 成毛基雄                                  | 警察部長 1915年7月1日－1916年4月28日             | 繼任： 大島破竹郎 |
| 議會席位                                         |                                                  |                   |
| 眾議院                                           |                                                  |                   |
| 議員（福島縣第2區） 1952年10月2日－1955年1月22日 |                                                  |                   |
| 貴族院                                           |                                                  |                   |
| 議員（敕選） 1938年1月7日－1946年5月14日         |                                                  |                   |